# Narrenring Main-Neckar
Der Narrenring Main-Neckar e.V., kurz NMN, ist die Dachorganisation aller Karnevalsvereine in der Region um Nordbaden, Franken, Hessen und Württemberg.

## Geschichte
Der Narrenring Main-Neckar wurde am 5. Februar 1951 gegründet. 1989 wurde das Narrenringmuseum in der Zehntscheune in Buchen eröffnet mit Dokumentationen des Fastnachtlichen Brauchtums im östlichen Odenwald, im Bauland und im Taubertal. Durch die Lage des Narrenrings gibt es viele Vermischungen des rheinischen Karnevals sowie der alemannischen Fasnet.

## Gegenwart

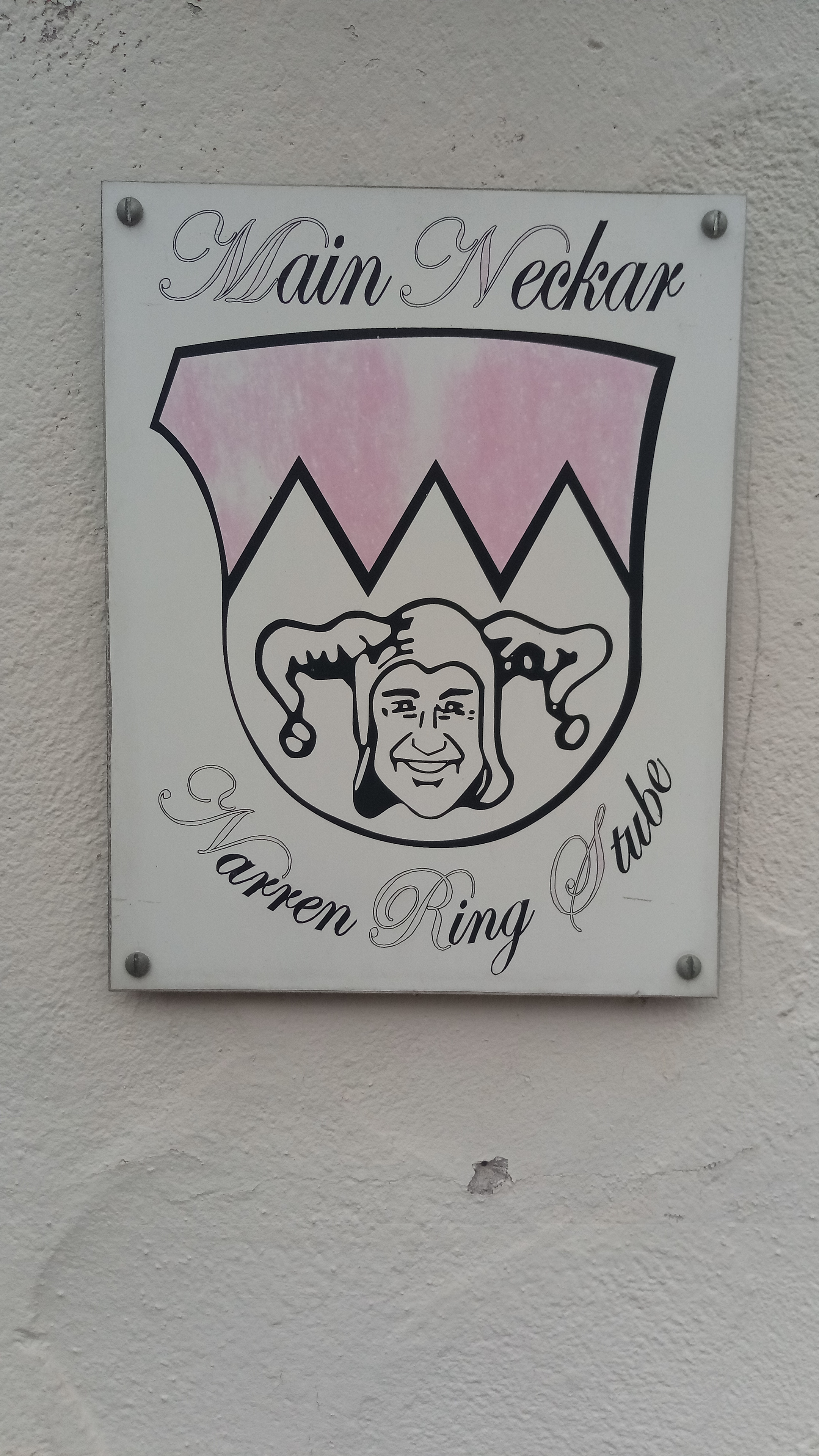
Hinweisschild in der Buchener Zehntscheune

Der Narrenring Main-Neckar ist ein koordinierender Dachverband für 55 Karnevalsvereine und ist ebenfalls ein Landesverband im Bund Deutscher Karneval.
Alle zwei Jahre (bis 1957 jedes Jahr) findet in einer Gemeinde ein großes Narrentreffen mit Umzug und Narrenringsitzung statt. In den Jahren ohne Narrentreffen findet trotzdem eine Eröffnungssitzung des Narrenrings statt.
Der Narrenring Main-Neckar richtet zusammen mit den Vereinen von Osterburken und Lauda in Lauda-Königshofen jährlich ein Gardetanzturnier für Karnevalistischen Tanzsport aus. Hierbei handelt es sich um ein Qualifikationsturnier für die Süddeutsche Meisterschaft im Karnevalistischen Tanzsport. 2017 feierte der Narrenring Main-Neckar sein 66-jähriges Bestehen.

## Mitglieder
Der Narrenring Main-Neckar ist der Dachverein von 56 Mitgliedern.
| Gemeinde            | Verein                                                   |
| ------------------- | -------------------------------------------------------- |
| Adelsheim           | Gäässwärmerzunft Alleze 1927 e.V.                        |
| Aglasterhausen      | FG Hausemer Windbeutel e.V.                              |
| Allfeld             | Allfelder Weißköpf e.V.                                  |
| Altheim             | FG Aaldemer Dunder e.V.                                  |
| Amorbach            | CC 1954 Amorbach e.V.                                    |
| Billigheim          | FG Agricola e.V.                                         |
| Binau               | FC Binemer Weffze e.V.                                   |
| Boxberg             | Narrhalla Boxberg e.V.                                   |
| Buchen              | FG Narrhalla e.V.                                        |
| Buchen              | TSV 1863 Buchen e.V. -Tanzsportabteilung-                |
| Bürgstadt           | CC Concordia e.V.                                        |
| Glashofen           | FG Höhgöiker e.V.                                        |
| Großheubach         | Faschingsabteilung des TSV Großheubach e.V.              |
| Grünsfeld           | NG Hasekühle e.V.                                        |
| Hainstadt           | FG Heeschter Berkediebe e.V.                             |
| Hardheim            | FG Hordemer Wölf e.V.                                    |
| Heidersbach         | FG Hederschboch Dick Do e.V.                             |
| Hettigenbeuern      | FG Götzianer Heddebör e.V.                               |
| Hettingen           | FG Hettemer Fregger e.V.                                 |
| Hochhausen          | FG Hochhäuser Groasmückle e.V.                           |
| Höpfingen           | FGH 70 Höpfemer Schnapsbrenner e.V.                      |
| Höpfingen           | Förderverein der FGH 70 Höpfemer Schnapsbrenner e.V.     |
| Hüngheim            | FV Hüngemer Schleufer                                    |
| Igersheim           | Fastnachtsgesellschaft Kalrobia e. V.                    |
| Kirchzell           | CCK Schludde-Bouhne e. V.                                |
| Kleinheubach        | CC Hannjörche e.V.                                       |
| Krautheim           | FG Lemia Krautheim e.V.                                  |
| Krautheim           | TSV Krautheim e.V.                                       |
| Königheim           | KKK Stöwwerkarre e.V.                                    |
| Königshofen         | KG Die Schnocke e. V.                                    |
| Külsheim            | FG Külsheimer Brunnenputzer                              |
| Lauda               | NG Strumpfkapp Ahoi e.V.                                 |
| Lauda               | Förderverein Tanzsportabteilung NG Strumpfkapp Ahoi e.V. |
| Limbach             | KG Wulle Wack e.V.                                       |
| Merchingen          | Merchemer Brogge e.V.                                    |
| Mudau               | KG Mudemer Wassersucher e.V.                             |
| Neckarelz           | KG Neckario e.V.                                         |
| Oberlauda           | NG „Öwerlaüder Rootz“ 1955 e.V.                          |
| Osterburken         | Elferrat der Stadt Osterburken e.V.                      |
| Rosenberg           | NZ Rouschebercher Milchsäuli                             |
| Sattelbach          | FG Sattelbacher Ratze e.V.                               |
| Schneeberg          | FG Schneeberger Krabbe e.V.                              |
| Schwarzach          | CC Zigeunerio e.V.                                       |
| Schweinberg         | FG Lustige Vögel e.V.                                    |
| Seckach             | FG Seggemer Schlotfeger e.V.                             |
| Sulzbach            | FV Freibier Sulzbach e.V.                                |
| Tauberbischofsheim  | FG Bischemer Kröten e.V.                                 |
| Vielbrunn           | CC Rot-Weiß e.V.                                         |
| Waldstetten         | FG Stedemer Beesche e.V./                                |
| Walldürn            | FG Fideler Aff e.V.                                      |
| Walldürn            | TSC Der Dürmer Faschenaacht e.V.                         |
| Weilbach            | CG Weilbacher Frösch e.V.                                |
| Wertheim            | Wolfsschlucht Concordia Wertheim e.V.                    |
| Zimmern (Grünsfeld) | Fastnachtsabteilung Zimmerner-Hore e.V.                  |